# Nessara Somsri
Nessara Somsri (Thai: เนศรา สมศรี; * 31. Juli 1991, vormals bekannt als Salini Somsri, Thai: สาลินี สมศรี) ist eine thailändische Badmintonspielerin.

## Karriere
Nessara Somsri gewann bei der Sommer-Universiade 2011 sowohl Bronze im Damendoppel mit Savitree Amitrapai als auch Bronze mit dem thailändischen Team. Bei der India Super Series 2011 und Japan Super Series 2011 schied sie jedoch schon in der ersten Runde der Damendoppelkonkurrenz aus. Bei der All England Super Series 2011 wurde sie Neunte im Doppel mit Amitrapai.